# As the Tooth Came Out
As the Tooth Came Out è un cortometraggio muto del 1913 diretto da C. Jay Williams. Di genere comico, il film che fu prodotto dalla Edison, aveva come interpreti William Wadsworth, Dan Mason, Mrs. C. Jay Williams, Alice Washburn, Patrick Walshe.

## Trama
Terrorizzato dagli arnesi del dentista, il signor Aik prende il gas e sogna di essere nelle grinfie dei demoni. Il dente estratto cresce mentre lui lo guarda. Aik fugge, inseguito dall'enorme dente risvegliandosi appena in tempo per sfuggire al dente.

## Produzione
Il film fu prodotto dalla Edison Company.

## Distribuzione
Distribuito dalla General Film Company, il film - un cortometraggio di 180 metri - uscì nelle sale cinematografiche statunitensi il 26 luglio 1913. Nelle proiezioni, veniva programmato con il sistema dello split reel, accorpato in un'unica bobina con un altro cortometraggio prodotto dalla Edison, il documentario Grand Canyon of Arizona.